# Museo de los Mosaicos del Gran Palacio

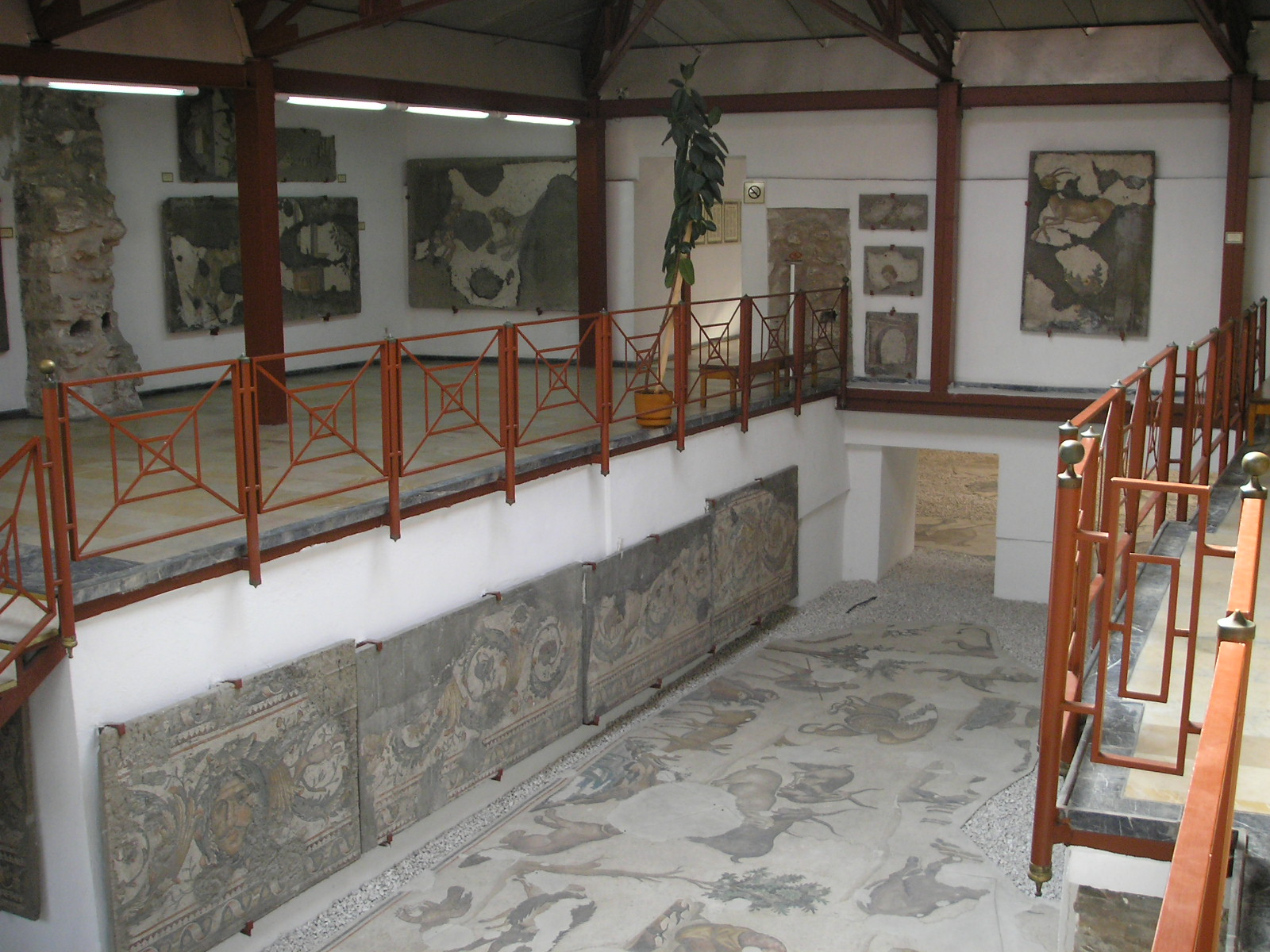
Museo de los mosaicos.

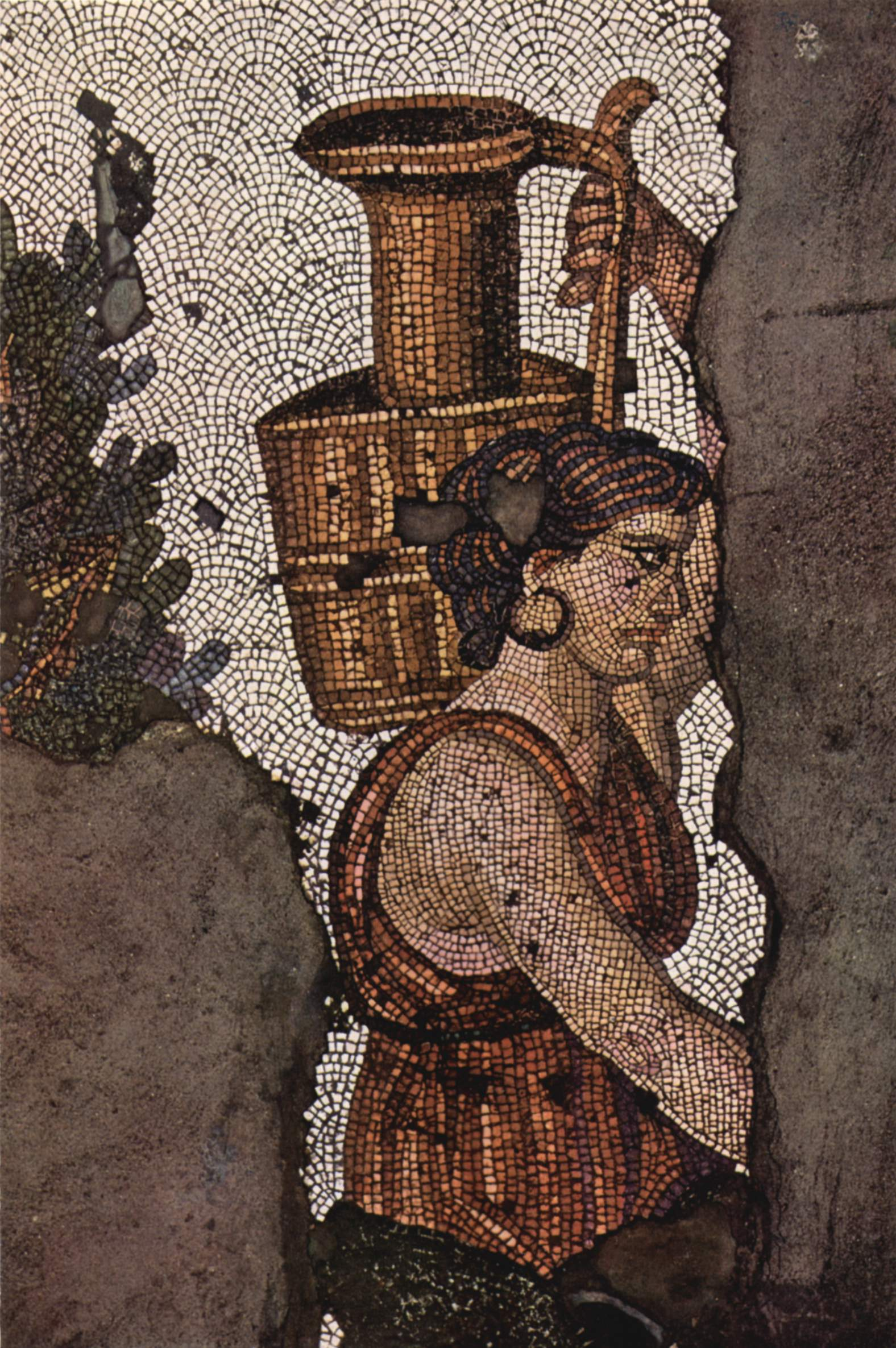
Suelo de mosaico con mujer llevando un cántaro (c.).

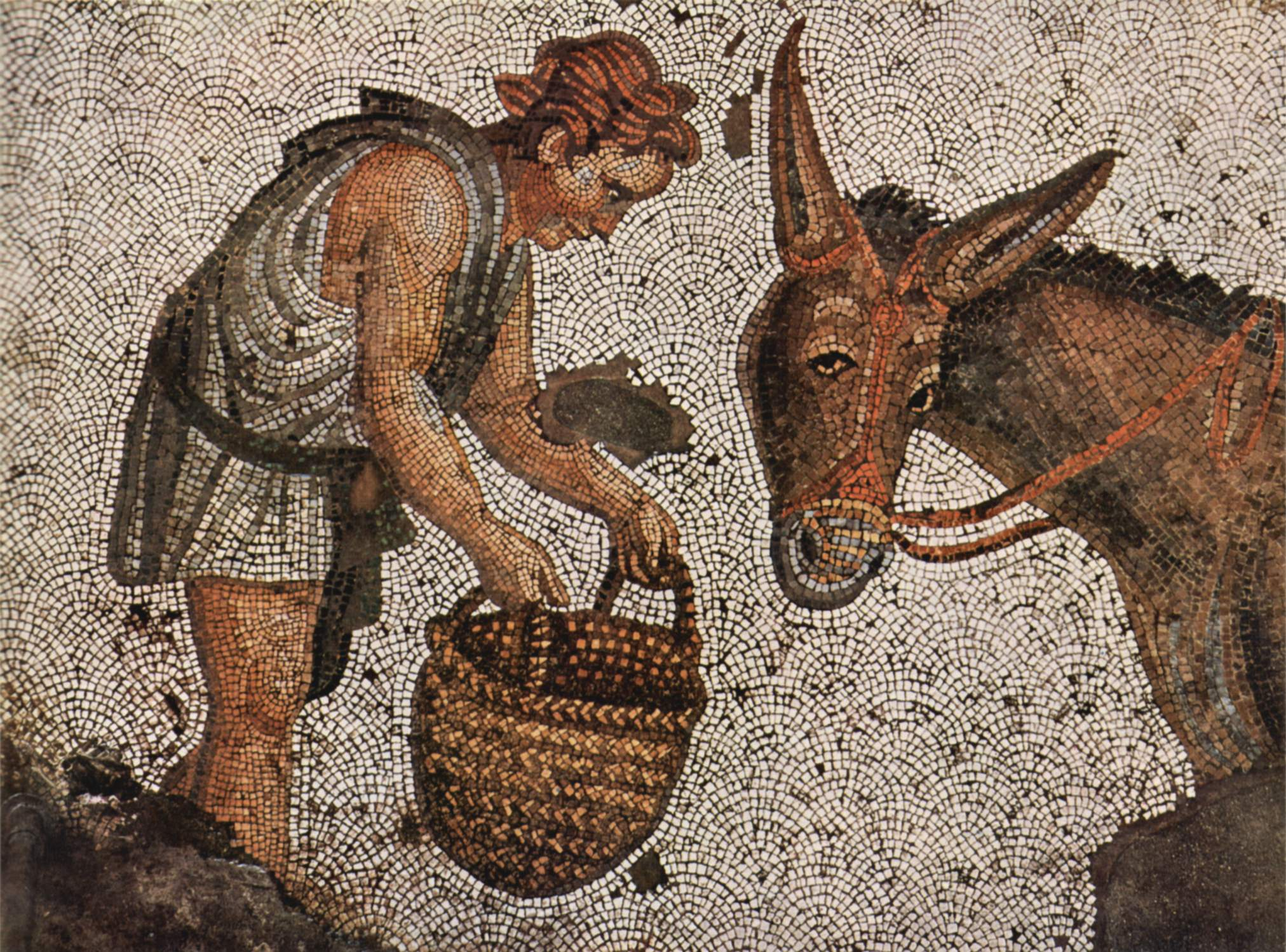
Suelo de mosaico con niño y burro (c.).

El Museo de los mosaicos del gran palacio (en turco Büyük Saray Mozaikleri Müzesi) está situado en las cercanías de la plaza de Sultanahmet, Estambul, Turquía. El museo alberga mosaicos bizantinos del Gran Palacio de Constantinopla siendo descubierto en la década de 1930.

## Historia
El museo alberga mosaicos que decoraban el pavimento de un patio de peristilo, posiblemente del reinado del emperador bizantino Justiniano I (r. 527-565), aunque análisis posteriores sugieren una fecha más tardía del reinado de Heraclio. Fue descubierto por arqueólogos británicos de la Universidad de St Andrews de Escocia durante excavaciones en el bazar Arasta en la plaza de Sultanahmed en 1935-1938 y en 1951-1954. La zona formaba parte del área suroccidental del Gran Palacio y las catas descubrieron un gran patio de peristilo con un superficie de 1.872 metros cuadrados, totalmente decorado con mosaicos. Es entonces cuando la Academia Austríaca de Ciencias, supervisada por el profesor Werner Jobst, estudió y preservó los mosaicos palaciegos y llevó a cabo estudios arqueológicos adicionales entre 1983 y 1997 en un proyecto cooperativo con el Directorio General de Monumentos de Turquía.
La temática de los mosaicos varía desde una procesión dionisíaca, el elefante y la mujer con jarra, hasta escenas de combates de humanos y animales. 
El museo cerró por restauración en julio de 2023 y, a fecha de enero de 2025, continúa cerrado y sin fecha de reinauguración.